# Filippo di Side
Filippo di Side o Filippo di Sida (in greco antico: Φίλιππος ὁ Σιδίτης?; Side, 380 circa – Costantinopoli, dopo il 431) è stato uno storico, teologo e scrittore greco antico.

## Biografia
Filippo nacque a Side, in Panfilia (l'odierna Eski Adaliah, Turchia). Studiò ad Alessandria d'Egitto con Rodone. Attorno al 405 ebbe una scuola a Side. Più tardi fu consacrato dapprima diacono e poi sacerdote a Costantinopoli sotto Giovanni Crisostomo. Fu candidato per tre volte al soglio episcopale, per il patriarcato di Costantinopoli, contro Sisinnio (425), Nestorio (428), e Massimiano (431); ma sempre con esito negativo. 

## Opere
A Costantinopoli, attorno al 430 scrisse una monumentale Storia Cristiana in 36 libri, basata sulla nota Historia Ecclesiae di Eusebio di Cesarea. Secondo lo storico Socrate Scolastico, la Storia del cristianesimo di Filippo, della quale sopravvivono solo alcuni frammenti, era di carattere enciclopedico, ma piena di sviste o errori. Di una sua opera polemica contro l'imperatore Giuliano non è rimasto quasi nulla. Dai giudizi di Socrate, Fozio, e Niceforo Filippo di Side appare essere stato un erudito di straordinaria cultura e diligenza, ma poco critico nel vagliare le fonti.